# Port lotniczy L. F. Wade
Port lotniczy L. F. Wade – największy port lotniczy Bermudów, zlokalizowany na wyspie St. David's Island.

## Linie lotnicze i połączenia
| Linia lotnicza    | Kierunek |
| ----------------- | --- |
| Air Canada Rouge  | 1. Toronto-Pearson                                                                                              |
| American Airlines | 1. Charlotte 2. Miami 3. Nowy Jork-JFK Sezonowo: 1. Filadelfia 2. Waszyngton-Ronald Reagan (od 1 kwietnia 2024) |
| Azores Airlines   | Sezonowo: 1. Ponta Delgada                                                                                      |
| BermudAir         | 1. Baltimore (od 18 marca 2024) 2. Boston 3. Fort Lauderdale 4. Orlando (od 26 marca 2024) 5. White Plains      |
| British Airways   | 1. Londyn-Heathrow                                                                                              |
| Delta Air Lines   | 1. Atlanta 2. Nowy Jork-JFK                                                                                     |
| JetBlue Airways   | 1. Boston Sezonowo: 1. Nowy Jork-JFK                                                                            |
| United Airlines   | Sezonowo: 1. Newark                                                                                             |